# Cholodnaja-Retsjka
Cholodnaja-Retsjka (Georgisch: ხოლოდნაია-რეჩკა; Russisch: Холодная Речка) of ook wel Bagrypsta (Abchazisch: Баӷрыԥсҭа; Russisch: Багрыпста) is een dorp in het district Gagra van de Georgische autonome en feitelijk afgescheiden republiek Abchazië. Het dorp ligt aan de Zwarte Zee op 15 kilometer ten noordwesten van het districtscentrum Gagra en vier kilometer ten zuidoosten van Gantiadi. De beek Bagripsta stroomt langs het dorp.

## Toponiem
Het toponiem Cholodnaja-Retsjka betekent in het Russisch "koude rivier", een verwijzing naar de beek die langs het dorp stroomt. Het Abchazische toponiem Bagripsta betekent "de kloof van de Bagovs", een familienaam.

## Geschiedenis
De nederzetting werd in 1828 opgericht door Armeniërs uit Samsun, Trabzon en Ordu. Volgens documenten uit de jaren 30 van de 19e eeuw had de nederzetting het toponiem Bagripsta (Georgisch: ბაგრიფსტა, Bagrypsta in het Russisch), dat tevens de naam van de nabijgelegen beek is. Rond 1917-1918 werd het dorp Cholodnaja-Retsjka gevormd. Volgens de telling van 1923 woonden er toen 425 mensen, waarvan 350 Armeens en 63 Pontische Grieken.
De nederzetting concentreerde zich op onder andere de teelt van tabak, maïs, citrusvruchten, de tuinbouw, veeteelt, bijenteelt en melkveehouderij. Cholodnaja-Retsjka werd het centrum van de gelijknamige dorpsgemeenschap waar ook de nabijgelegen dorpen Grebesjoki, Orechovo, en Tsjigripsji onder vallen en had een basisschool, een bibliotheek, een bioscoop, een medisch centrum, een botanische tuin, en rusthuizen en pensions. Dit waren allen hoofdzakelijk Armeens en Russisch bevolkte dorpen.
In de jaren 1930 liet Sovjet-leider Jozef Stalin in Cholodnaja-Retsjka een van zijn vijf Abchazische datsja's bouwen. Het buitenverblijf, met uitzicht op de Zwarte Zee, is 500 vierkante meter groot verspreid over drie verdiepingen en zou een van Stalin's favoriete datsja's geweest zijn. Het lag op een klif op 330 meter boven zeeniveau en was vanaf de zee en vanuit de lucht moeilijk te zien. In 2005 kocht de Russische oligarch Oleg Deripaska de datsja voor 10 miljoen dollar van de Abchazische separatistische autoriteiten, wat tot een rel met de Georgiërs leidde. Zij stelden dat Deripaska gestolen waar kocht.
Na het Georgisch-Abchazisch conflict in de jaren 1990 veranderden de Abchazische separatisten de naam van Cholodnaja-Retsjka in Bagrypsta, naar het oorspronkelijke toponiem. De Georgische autoriteiten bleven de naam Cholodnaja-Retsjka gebruiken.

## Demografie
Volgens de Abchazische volkstelling van 2011 woonden er 909 mensen in de dorpsgemeenschap Cholodnaja-Retsjka, die bestaat uit de dorpen Cholodnaja-Retsjka, Grebesjoki, Orechovo, en Tsjigripsji. Hiervan was het overgrote deel Armeens (71,6%), gevolgd door Russen (21,1%). Verder woonden er kleine aantallen Grieken (2,3%), Oekraïners (1,8%) en Abchaziërs (1,5%).
| Aantal                                                                                                   | 1.430 | 2.251 | 909 |
| Verantwoording data: 1926-2011. Noot: De Abchazische cijfers vanaf 1994 worden niet erkend door Georgië. |       |       |     |

## Vervoer
Cholodnaja-Retsjka ligt aan de Georgische S1 / E97, de belangrijkste hoofdroute door Abchazië. De Sotsji - Soechoemi spoorlijn loopt langs Cholodnaja-Retsjka en heet er een station.